# رغل إسفنجي
رغل إسفنجي (الاسم العلمي:Atriplex spongiosa) هو نوع نباتي يتبع جنس الرغل من فصيلة القطيفية.